# Anatoma crispata
Anatoma crispata är en snäckart som först beskrevs av Fleming 1828.  Anatoma crispata ingår i släktet Anatoma och familjen Scissurellidae. Enligt den svenska rödlistan är arten otillräckligt studerad i Sverige. Arten förekommer i Götaland. Artens livsmiljö är havet. Inga underarter finns listade i Catalogue of Life.